# Notoraja hirticauda
Notoraja hirticauda は、トビツカエイ属に属するエイの一種である。
学名のhirticaudaは、尾の両面に細かい歯状突起が密集していることから名付けられた。ラテン語の「hirtus」は粗いまたは剛毛を意味し、「cauda」は尾を意味する。

## 形態
全長は最大44.5cm。体型はハート型で、腹鰭は長い。尾部には細かな棘がある。体色はクリーム色から白色で、頭部付近は桃色がかる。腹側は透けている。目は黒色。

## 生態
東インド洋：西オーストラリア (シャーク湾からモンテベロ諸島)に分布。水深500-760mの深海砂泥底に生息する。